# Sant'Andrea del Pizzone
Sant'Andrea del Pizzone is een plaats (frazione) in de Italiaanse gemeente Francolise.